# Língua artística
Uma língua artística (ou artlang em inglês) é uma língua artificial (ou conlang) desenvolvida por puro prazer estético. Diferentemente das linguagens projetadas ou linguagens auxiliares, línguas artísticas geralmente têm sistemas irregulares de gramática, o que é muito semelhante à linguagem natural. Muitas são projetadas com mundos ficcionais, tais como a Terra Média de J. R. R. Tolkien e Almea de Mark Rosenfelder. Outras representam línguas minoritárias fictícias num mundo não manifestamente diferente do mundo real, ou sem conexão com um cenário ficcional em particular.
Existem várias escolas diferentes de línguas artísticas.

## Gêneros de línguas artísticas
- Vários gêneros diferentes de línguas artificiais são classificados como "artísticos". Uma língua artística pode recair em qualquer um destes grupos, dependendo do escopo do seu uso ou do escopo do seu não uso.

### Línguas ficcionais
De longe, o maior grupo de línguas artísticas é composto pelas línguas ficcionais (algumas vezes também referenciadas como "línguas artísticas profissionais"). Línguas ficcionais são pensadas para serem as línguas de um mundo ficcional, e são freqüentemente projetadas com a intenção de dar maior profundidade e uma aparência de plausibilidade para os mundos ficcionais com os quais estão associadas, e para que seus personagens se comuniquem numa forma que seja tanto alienígena quanto deslocada.

### Línguas alternativas
História alternativa e tentam reconstruir como uma família de línguas naturais teria evoluído se as coisas tivessem ocorrido de modo diferente (por exemplo, o que aconteceria se a civilização grega houvesse prosperado sem a existência de um Império Romano, fazendo com que o grego e não o latim desenvolvesse vários descendentes modernos?). A língua que teria sido originada é então seguida passo a passo em sua evolução, até alcançar a forma final.

### Línguas micronacionais
Línguas micronacionais são línguas criadas para uso em micronações. Fazer com que os cidadãos aprendam a língua é tão parte do envolvimento numa micronação quanto a cunhagem de moedas, impressão de selos ou participação no governo. Os membros destas micronações se encontram e falam a língua que aprenderam quando participaram destes encontros. Eles cunham novas palavras e construções gramaticais quando necessário. O talossano, do Reino de Talossa de R. Ben Madison, é de longe o exemplo mais conhecido de uma língua micronacional.

### Línguas pessoais
A expressão língua pessoal se refere a línguas que são, em última análise, criadas para deleite próprio. Além do criador, não se espera que mais alguém realmente venha a falá-la. A língua existe como uma obra de arte. A língua pode ser inventada pelo propósito de ter uma língua bela, para auto-expressão, como um exercício de compreensão de princípios lingüísticos, ou talvez como uma tentativa de criar uma língua com um inventário fonêmico ou sistema de verbos extremos.

### Línguas humorísticas (jokelangs)
O termo língua humorística (ou jokelang, em inglês) é por vezes aplicado às línguas artificiais criadas com fins humorísticos. Elas podem ser línguas pensadas preponderantemente para soarem divertidas ou para algum tipo de sátira, freqüentemente uma sátira sobre algum aspecto das línguas artificiais.
Algumas línguas humorísticas:
- Europanto - constituída por uma mistura desestruturada de qualquer língua européia.
- Transpiranto - construída por palavras internacionais pronunciadas para soar como um jargão sueco, a fim de aumentar a estranheza e a ambigüidade.
- «Oou» - uma língua deliberadamente ambígua e polissêmica cujo sistema de escrita é feito inteiramente de sinais de pontuação e cuja lista de fonemas é constituída apenas de vogais.
- «DiLingo»- uma língua rimada que contém muito humor, tanto inteligente quanto rasteiro. Alguns a consideram a língua artificial mais divertida de toda a Internet.

### Línguas experimentais
Alguns ideolingüistas constroem línguas baseadas numa filosofia ou experimento, tais como Laadan (feminismo) ou Toki Pona (pidgin mínimo). Estas freqüentemente são divagações sobre a Hipótese de Sapir-Whorf para ver se uma pessoa pensa diferentemente ou tem de pensar diferentemente numa língua estrangeira.

### Jogos de linguagem
Estritamente falando, jogos de linguagem não são realmente línguas, mas meramente providenciam um mecanismo para a alteração de uma língua existente de acordo com um padrão fixo. São freqüentemente utilizados por grupos que desejam manter suas conversas incompreensíveis para forasteiros. O exemplo mais conhecido é o Pig Latin, o qual consiste, grosso modo, em mover a primeira consoante de uma palavra em inglês para o fim dela, acrescentando-se um "ay" — por exemplo, hi ("oi") se torna "ihay" — mas muitas variações deste truque podem ser encontradas ao redor do mundo.

## Exemplos de línguas artísticas
Consulte a lista de línguas artificiais para maiores detalhes.